# Roset-Fluans
Roset-Fluans település Franciaországban, Doubs megyében. Lakosainak száma 578 fő (2022. január 1.). Roset-Fluans Saint-Vit, Osselle-Routelle, Villars-Saint-Georges, Courtefontaine és Salans községekkel határos.

## Népesség
A település népessége az elmúlt években az alábbi módon változott:
| Lakosok száma | 238  | 266  | 296  | 432  | 484  | 507  | 520  | 546  | 555  | 578  |
|               | 1968 | 1982 | 1990 | 2006 | 2013 | 2015 | 2017 | 2019 | 2020 | 2022 |